# Blooddrunk
Blooddrunk je šesti studijski album finskog melodic death metal sastava Children of Bodom, objavljen 9. travnja 2008.

## O albumu
Pjevač Alexi Laiho je izjavio da se za vrijeme snimanja albuma osjećao agresivno, te da su zato pjesme brže i više thrash nego na prethodnom albumu Are You Dead Yet?, te da neke imaju elemente progresivnog metala.
Prvi singl "Blooddrunk" je objavljen u Finskoj 27. veljače 2008., te je za njega, kao i za pjesmu "Hellhounds om My Trail" snimljen spot u Berlinu. U prvom tjednu objavljivanja, prodano je 20.000 primjeraka albuma, a nalazio se i na 22. mjestu top liste Billboard 200, te je tako postao njihov najuspješniji album prema poziciji na top listama. Također je bio najviše pozicinirani death metal album u SAD-u nakon The Dethalbuma sastava Dethklok.

## Popis pjesama
| 1.    | »Hellhounds on My Trail«                | 4:00 |
| 2.    | »Blooddrunk«                            | 4:05 |
| 3.    | »LoBodomy«                              | 4:25 |
| 4.    | »One Day You Will Cry«                  | 4:05 |
| 5.    | »Smile Pretty for the Devil«            | 3:54 |
| 6.    | »Tie My Rope«                           | 4:14 |
| 7.    | »Done With Everything, Die for Nothing« | 3:31 |
| 8.    | »Banned From Heaven«                    | 5:05 |
| 9.    | »Roadkill Morning«                      | 3:33 |
| 36:49 |                                         |      |

| 1. | »Ghost Riders in the Sky« (obrada pjesme Stana Jonesa)                                        | 3:39 |
| 2. | »Lookin' Out My Back Door« (obrada pjesme Creedence Clearwater Revivala)                      | 2:08 |
| 3. | »Just Dropped In (To See What Condition My Condition Was In)« (obrada pjesme Kennyja Rogersa) | 2:38 |
| 4. | »Aces High« (obrada pjesme Iron Maidena, na britanskom izdanju)                               | 4:28 |

## Produkcija
- Alexi Laiho – vokal, gitara
- Roope Latvala − ritam gitara, prateći vokal
- Janne Warman – klavijature
- Henkka Blacksmith – bas-gitara
- Jaska Raatikainen – bubnjevi